# Municipio de Franklin (condado de Franklin, Ohio)
El municipio de Franklin (en inglés: Franklin Township) es un municipio ubicado en el condado de Franklin en el estado estadounidense de Ohio. En el año 2010 tenía una población de 10271 habitantes y una densidad poblacional de 555,49 personas por km².

## Geografía
El municipio de Franklin se encuentra ubicado en las coordenadas 39°55′36″N 83°1′44″O / 39.92667, -83.02889. Según la Oficina del Censo de los Estados Unidos, el municipio tiene una superficie total de 18.49 km², de la cual 18.09 km² corresponden a tierra firme y (2.16%) 0.4 km² es agua.

## Demografía
Según el censo de 2010, había 10271 personas residiendo en el municipio de Franklin. La densidad de población era de 555,49 hab./km². De los 10271 habitantes, el municipio de Franklin estaba compuesto por el 82.47% blancos, el 8% eran afroamericanos, el 0.55% eran amerindios, el 0.77% eran asiáticos, el 0.09% eran isleños del Pacífico, el 5.45% eran de otras razas y el 2.66% pertenecían a dos o más razas. Del total de la población el 9.04% eran hispanos o latinos de cualquier raza.